# Bernd Hey
Bernd Hey (* 5. Mai 1942 in Bielefeld; † 27. Januar 2011 ebenda) war ein deutscher Historiker und Archivar.

## Leben
Der in Bielefeld geborene und aufgewachsene Hey studierte von 1961 bis 1968 an der Universität Münster die Fächer Geschichte, Germanistik, Publizistik, Philosophie und Pädagogik. Nach beiden Staatsexamina für das höhere Lehramt war er in den 1970er Jahren Assistent im Fach Geschichte und ihre Didaktik an der Pädagogischen Hochschule Westfalen-Lippe, Abt. Bielefeld. 1980 wurde Hey an der Universität Bielefeld habilitiert und wirkte an der dortigen Fakultät für Geschichtswissenschaften (seit 1984 Professor auf Zeit, seit 1991 apl. Prof.). Von 1985 bis 2007 war Hey Direktor des Landeskirchlichen Archivs der Evangelischen Kirche von Westfalen. Im Jahr 1996 wurde er zum ordentlichen Mitglied der Historischen Kommission für Westfalen gewählt. Zwischen 1997 und 2009 war er zugleich Vorsitzender des Vereins für Westfälische Kirchengeschichte.

## Forschung
Schwerpunkte seiner Forschung waren die Allgemeine und Kirchliche Zeitgeschichte, sowie die westfälische Regionalgeschichte, insbesondere seit seiner Dissertation zur Geschichte der westfälischen Landeskirche in der Zeit des Nationalsozialismus (1974) sowie als archivischer Nachlassverwalter von Kurt Gerstein (1905–1945), der als SS-Offizier die Weltöffentlichkeit vergeblich über den Holocaust zu informieren suchte. In die universitäre Lehre und die Historische Bildungsarbeit führte Hey die Themenfelder historische Exkursionen und Lehrpfade, Freizeitdidaktik und Tourismusgeschichte ein, dies unter anderem gemeinsam mit Joachim Radkau.

## Hauptwerke
- Die Kirchenprovinz Westfalen 1933–1945. 1974, ISBN 3-7858-0199-8.
- (Hrsg.) Geschichtsabläufe. Historische Spaziergänge durch Bielefeld. 1990, ISBN 3-921680-81-6.
- Historisch-Politische Weltkunde. Weimarer Republik und Nationalsozialismus. Demokratie und Diktatur in Deutschland 1918–1945. 1992 (zusammen mit Hans-Jürgen Pandel und Joachim Radkau), ISBN 3-12-456100-7.
- Kurt Gerstein (1905–1945) – Widerstand in SS-Uniform. 2000 (zusammen mit Matthias Rickling und Kerstin Stockhecke), ISBN 978-3-89534-776-4.
- (Hrsg.) Kirche, Staat und Gesellschaft nach 1945. Konfessionelle Prägungen und sozialer Wandel. 2001, ISBN 3-7858-0424-5.
- (Hrsg.) Kirche in der Kriegszeit 1939–1945. 2005, ISBN 3-7858-0447-4.
- (Hrsg.) 1968 und die Kirchen. 2008, ISBN 978-3-89534-717-7.